# Aridalia lateralis
Aridalia lateralis là một loài ruồi trong họ Tachinidae.